# Gewone rondbuik
De gewone rondbuik of roestbruine hardloper (Bradycellus harpalinus) is een keversoort uit de familie van de loopkevers (Carabidae). De wetenschappelijke naam van de soort werd in 1821 gepubliceerd door Jean Guillaume Audinet Serville.